# 찰리 코프먼
찰리 코프먼(영어: Charlie Kaufman, 1958년 11월 9일 ~ )은 미국의 영화 각본가, 프로듀서, 감독, 소설가이다. 90년대 시트콤 등에서 활동하다 1999년 《존 말코비치 되기》로 비평과 흥행 양면에서 성공한다. 이후 《어댑테이션》(2002), 《이터널 선샤인》(2004)의 각본을 담당한다. 《시네도키, 뉴욕》(2008)으로 감독으로 데뷔하였다.

## 작품 목록

### 영화
| 연도 | 제목                | 원제                                  | 연출   | 각본 |
| ---- | ------------------- | ------------------------------------- | ------ | ---- |
| 1999 | 존 말코비치 되기    | Being John Malkovich                  | 아니요 | 예   |
| 2001 | 휴먼 네이처         | Human Nature                          | 아니요 | 예   |
| 2002 | 어댑테이션          | Adaptation                            | 아니요 | 예   |
| 2002 | 컨페션              | Confessions of a Dangerous Mind       | 아니요 | 예   |
| 2004 | 이터널 선샤인       | Eternal Sunshine of the Spotless Mind | 아니요 | 예   |
| 2008 | 시네도키, 뉴욕      | Synecdoche, New York                  | 예     | 예   |
| 2015 | 아노말리사          | Anomalisa                             | 예     | 예   |
| 2020 | 이제 그만 끝낼까 해 | I'm Thinking of Ending Things         | 예     | 예   |
| 2021 | 카오스 워킹         | Chaos Walking                         | 아니요 | 예   |